# Bezeichnungsschema der BHStB und BHLB
Das Bezeichnungsschema der BHStB und BHLB (Bosnisch-Herzegowinische Staats- und Landesbahnen) regelte die Bezeichnung der Triebfahrzeuge mit einer Kombination von römischen und arabischen Zahlen sowie Kleinbuchstaben, abhängig von der Anzahl der angetriebenen und gesamten Achsen und der gesamten Dienstmasse.

## Schema
|      | Kuppelachsen | Dienstmasse Lok (+ Tender) |
| ---- | ------------ | -------------------------- |
| I    | 1            |                            |
|      |              |                            |
| IIa  | 2            | unter 23 Tonnen            |
| IIb  | 2            | 23–25 Tonnen               |
| IIc  | 2            | über 25 Tonnen             |
|      |              |                            |
| IIIa | 3            | unter 30 Tonnen            |
| IIIb | 3            | 30–35 Tonnen               |
| IIIc | 3            | über 35 Tonnen             |
|      |              |                            |
| IVa  | 4            | unter 40 Tonnen            |
| IVb  | 4            | 40–46 Tonnen               |
| IVc  | 4            | über 46 Tonnen             |
|      |              |                            |
| Va   | 5            | unter 50 Tonnen            |
| Vb   | 5            | 50–56 Tonnen               |
| Vc   | 5            | über 56 Tonnen             |
|      |              |                            |
| VIc  | 6            |                            |

Die römische Zahl stand für die Anzahl an Kuppelachsen, der Buchstabe für den Bereich der Gesamtmasse. Eine weitere arabische Ziffer am Ende der Bezeichnung stand für die gesamte Anzahl an Achsen. Jede Lokomotive wurde zusätzlich mit einer gruppiert fortlaufenden Nummer versehen, die teilweise mit der Chronologie der Inbetriebnahme übereinstimmte. Eine Ausnahme bildeten dabei die fünf- und sechsachsigen Loks.

### k.u.k. HB (1914–1918)
Zahlreiche Fahrzeuge wurden im Ersten Weltkrieg von der k.u.k. Heeresbahn für militärische Zwecke beschlagnahmt und dabei in Kriegskategorien eingeteilt, im Unterschied zu den normalspurigen Lokomotiven aber mit einem vereinfachten System. Die römische Zahl stand auch hier für die Anzahl an Kuppelachsen, der Buchstabe wurde nur zur Unterscheidung unterschiedlicher Loktypen verwendet. Teilweise wurden sogar einzelne Baulose ansonsten gleicher Loks separat kategorisiert wie beispielsweise bei den SDŽ 361 bis 375.

### SHS (1918–1933)
Das Bezeichnungsschema blieb bei den Eisenbahnen des Königreichs der Serben, Kroaten und Slowenen (SHS) für die bosnischen Schmalspurlokomotiven weiterhin in Gebrauch. Nach 1918 wurde es auch für die serbischen Loks verwendet und statt der vorherigen, gestaffelt durchlaufenden Nummerierung von normal- und schmalspurigen Lokomotiven wurden die schmalspurigen nun auch in eine Art Typenschema einsortiert. Dazu bekamen sie fünfstellige Nummern, die ersten beiden Zahlen bedeuteten dabei folgendes: 
- 10: 2 Kuppelachsen
- 11: 3 Kuppelachsen
- 12: 4 Kuppelachsen
- 13: 2+2 Kuppelachsen (Mallet-Lokomotiven)
- 14: 3+3 Kuppelachsen (Mallet-Lokomotiven)
- 15: 5 Kuppelachsen

Die nächsten drei Ziffern waren die Ordnungsnummern der einzelnen Lokomotiven.

### JDŽ (ab 1933)
Erst 1933 führten die Jugoslawischen Staatsbahnen (JDŽ) ihr eigenes Nummernschema mit einzelnen Baureihen ein. Die Nummern über 100 waren dabei für Einzelstücke und sonstige bald auszumusternde Lokomotiven vorgesehen, einige dieser Loks blieben dennoch bis in die 1960er und 70er-Jahre im Einsatz. Die Einteilung wurde wie folgt vorgenommen:
- JDŽ 70–79: 3 Kuppelachsen
- JDŽ 80–87: 4 Kuppelachsen
- JDŽ 88–89: 5 Kuppelachsen
- JDŽ 90–94: Mallet-Lokomotiven
- JDŽ 95–98: Zahnradlokomotiven
- JDŽ 170–179: 2 Kuppelachsen
- JDŽ 180–189: 3 Kuppelachsen
- JDŽ 190–194: 4 Kuppelachsen
- JDŽ 195–198: Zahnradlokomotiven

## Nummernplan kkBB–BHStB–BHLB–SDŽ–k.u.k. HB–SHS–JDŽ
| erstes Baujahr | Stückzahl | Lieferung als | BHStB bis 1895 | BHStB bis 1895 | BHStB / BHLB | BHStB / BHLB | SDŽ          | kukHB | kukHB      | SHS     | SHS               | JDŽ / JŽ | JDŽ / JŽ     |
|                |           | Nummer        | Typ            | Nummer         | Typ          | Nummer       | Nummer       | Typ   | Nummer     | Typ     | Nummer            | Reihe    | Nummer       |
| -------------- | --------- | ------------- | -------------- | -------------- | ------------ | ------------ | ------------ | ----- | ---------- | ------- | ----------------- | -------- | ------------ |
| 1881           | 16        | kkBB 1–16     | IIa2           | 11–26          | IIa2         | 11–26        | –            | –     | –          | IIa2    | 11–26             | 173      | 001–015      |
| 1885           | 7         | –             | IIa3           | 1–3, 11–14     | IIa3         | 51–57        | –            | –     | –          | IIa3    | 51–57             | 176      | 001–007      |
| 1885           | 34        | kkBB 21–39    | IIIa4          | 31–38          | IIIa4        | 201–234      | –            | –     | –          | IIIa4   | 201–234           | 189      | 001–033      |
| 1890           | 8         | –             | IIIb4          | 41–48          | IIIb4        | 601–608      | –            | –     | –          | IIIb4   | 601–608           | 195      | 001–006      |
| 1893           | 1         | –             | Vb6            | 61             | Vb6          | 501          | –            | –     | –          | Vb6     | 501               | 191      | 001          |
| 1894           | 38        | –             | IIIc5          | 701–704        | IIIc5        | 701–734      | –            | –     | –          | IIIc5   | 701–738           | 97       | 001–038      |
| 1894           | 8         | kkBB 201      | IIa4           | 101–108        | IIa4         | 101–108      | –            | –     | –          | IIa4    | 101–108           | 178      | 001–006      |
| 1900           | 45        | –             | –              | –              | IIIa5        | 301–345      | –            | –     | –          | IIIa5   | 301–345           | 185      | 001–041      |
| 1900           | 2         | –             | –              | –              | IVa4         | 401–402      | –            | –     | –          | IVa4    | 401–402           | –        | –            |
| 1900           | 3         | –             | –              | –              | IVa4         | 403–405      | –            | –     | –          | IVa4    | 403–405           | –        | –            |
| 1901           | 11        | –             | –              | –              | IIIa5        | 801–811      | –            | –     | –          | IIIa5   | 801–811           | 186      | 001–011      |
| 1903           | 29        | –             | –              | –              | IVa5         | 1001–1029    | –            | –     | –          | IVa5    | 1001–1029         | 83       | 124–152      |
| 1906           | 2         | –             | –              | –              | IIIc5        | 751–752      | –            | –     | –          | IIIc5   | 751–752           | 196      | 001–002      |
| 1907           | 23        | –             | –              | –              | IIIb5        | 151–173      | –            | –     | –          | IIIb5   | 151–173           | 73       | 001–023      |
| 1909           | 55        | –             | –              | –              | IVa5         | 1101–1155    | –            | –     | –          | IVa5    | 1101–1155         | 83       | 069–123      |
|                |           | Lieferung als |                |                |              |              | SDŽ          | kukHB | kukHB      | SHS     | SHS               | JDŽ / JŽ | JDŽ / JŽ     |
| 1891           | 3         | –             | –              | –              | –            | –            | 351–353      | IIIm  | 3551–3552  | IIIa3   | 11001–11002       | –        | –            |
| 1900           | 2         | SDŽ 401–402   | –              | –              | –            | –            | 1401–1402    | –     | –          | IIIa3   | 11010             | 180      | 001          |
| 1902           | 1         | –             | –              | –              | –            | –            | 381          | V     | 5001       | Va5     | 15101             | 193      | 001          |
| 1904           | 23        | –             | –              | –              | –            | –            | 361–362      | IIIc  | 3154–3155  | IIIa4   | 11310, 11326      | 72       | 017–018      |
| 1906           | 2         | –             | –              | –              | –            | –            | 391–392      | IVd   | 4201       | –       | –                 | –        | –            |
| 1908           | (23)      | –             | –              | –              | –            | –            | 363–368      | IIIl  | 3501–3506  | IIIa4   | 11321–11325       | 72       | 011–016      |
| 1908           | (23)      | –             | –              | –              | –            | –            | 369–375      | IIIn  | 3601–3604  | IIIa4   | 11301…11309       | 72       | 001…009      |
| 1908           | (23)      | SOŽ 101–103   | –              | –              | –            | –            | –            | IIIc  | 3151–3153  | IIIa4   | 11304–11305, 1046 | 72       | 004–005, 010 |
| 1911           | 10        | –             | –              | –              | –            | –            | 393–402II    | IVe   | 4251–4252  | IVa4    | 13001–13008       | 90       | 001–007      |
| 1911           | 4         | Bor 1–4       | –              | –              | –            | –            | –            | IVk   | 4451       | –       | –                 | 82       | 006–008      |
| 1913           | 5         | –             | –              | –              | –            | –            | 501–505      | –     | –          | VIc7    | 14250–14254       | 91       | 035–038      |
| 1915           | 12        | –             | –              | –              | –            | –            | 451–462      | IVb   | 4101–4109  | IVa5    | 12201–12212       | 84       | 001–012      |
| 1915           | 10        | –             | –              | –              | –            | –            | 551–560      | VIa   | 6101–6104  | VIc8    | 14401–14409       | 93       | 001–009      |
| 1916           | 5         | –             | –              | –              | –            | –            | 801–805      | IVg   | 4351       | IVa4    | 12001–12005       | 82       | 001–005      |
| 1916           | 34        | –             | –              | –              | –            | –            | –            | VI    | 6002…6045  | VIc7    | 14201–14234       | 91       | 001–034      |
| 1918           | 49        | –             | –              | –              | –            | –            | –            | –     | –          | VIc7    | 14301–14349       | 92       | 001–049      |
| 1920           | 2         | –             | –              | –              | –            | –            | –            | –     | –          | Va5     | 15102–15103       | 88       | 001–002      |
| 1921           | 2         | Bor 5II–6II   | –              | –              | –            | –            | –            | –     | –          | –       | –                 | 89       | 001–002      |
| 1922           | 30        | SHS 3001–3030 | –              | –              | –            | –            | –            | –     | –          | IIIa3   | 11021–11042       | 71       | 001–022      |
| 1924           | 24        | –             | –              | –              | –            | –            | –            | –     | –          | IVa5    | RU 1–24           | 83       | 045–068      |
| 1929           | 44        | –             | –              | –              | –            | –            | –            | –     | –          | IVa5    | 1301–1344         | 83       | 001–044      |
| 1930           | 45        | –             | –              | –              | –            | –            | –            | –     | –          | IVc6    | 1501–1535         | 85       | 001–045      |
| 1948           | 26        | –             | –              | –              | –            | –            | –            | –     | –          | –       | –                 | 83       | 153…182      |
|                |           | Lieferung als | Einzelstücke   | Einzelstücke   | Einzelstücke | Einzelstücke | Einzelstücke | kukHB | kukHB      | SHS     | SHS               | JDŽ / JŽ | JDŽ / JŽ     |
| 1911           | 3         | MÁV 399       | –              | –              | –            | –            | –            | –     | –          | 399     | 002–004           | 70       | 001–003      |
| 1910           | 9         | MÁV 492       | –              | –              | –            | –            | –            | IV    | 4008…4021  | IVa4    | 12021–12029       | 80       | 001–009      |
| 1912           | 8         | MÁV 490       | –              | –              | –            | –            | –            | IVa   | 4018, 4058 | 490     | 013…024           | 81       | 001–008      |
| 1908           | 1         |               | –              | –              | –            | –            | –            | –     | –          | IIa2    | 10007             | 170      | 001          |
| 1900           | 5         |               | –              | –              | –            | –            | –            | IIa   | 2114…2118  | (IIa2)  | ?                 | 171      | 001–005      |
| 1910           | 5         |               | –              | –              | –            | –            | –            | –     | –          | IIa2    | 10001…10020       | 172      | 001–005      |
| 1898           | 4         | MÁV 289       | –              | –              | –            | –            | –            | –     | –          | 289     | 001…006           | 174      | 001–004      |
| 1911           | 1         |               | –              | –              | –            | –            | –            | –     | –          | IIa2    | 10030             | 175      | 001          |
| 1916           | 1         |               | –              | –              | –            | –            | –            | –     | –          | IIa2    | 10701             | 177      | 001          |
| 1915           | 2         | MÁV 394       | –              | –              | –            | –            | –            | IIIa  | 3053–3054  | (IIIa3) | ?                 | 181      | 001–002      |
| 1914           | 2         |               | –              | –              | –            | –            | –            | IIIb  | 3273–3274  | IIIa3   | 3273–3274         | 181      | 003–004      |
| 1896           | 2         | MÁV 388       | –              | –              | –            | –            | –            | –     | –          | 388     | 001, 003          | 182      | 001–002      |
| 1890           | 1         | MAR 3         | –              | –              | –            | –            | –            | –     | –          | (IIIa4) | ?                 | 183      | 001          |
| 1916           | 1         |               | –              | –              | –            | –            | –            | IIIg  | 3351       | (IIIa3) | ?                 | 184      | 001          |
| 1902           | 1         | kkStB T 4     | –              | –              | –            | –            | –            | –     | –          | (IIIa4) | ?                 | 187      | 001          |
| 1903           | 4         | kkStB U.28…35 | –              | –              | –            | –            | –            | –     | –          | U       | 28…35             | 188      | 001–004      |
| 1914           | 1         |               | –              | –              | –            | –            | –            | IVh   | 4401       | IVa4    | 12011             | 190      | 001          |
| 1910           | 1         | Rumija        | –              | –              | –            | –            | –            | –     | –          | IVa5    | 7602              | 192      | 001          |